# Коста-Гаврас
Ко́ста-Гавра́с, повне ім'я Константі́нос (Ко́стас) Гавра́с (грец. Κωνσταντίνος Γαβράς; нар.13 лютого 1933, Аркадія, Греція) — грецький та французький кінорежисер, сценарист, лауреат премій «Оскар» та «Золота пальмова гілка». Відомий фільмами на гострі політичні теми — стрічкою «Дзета» про хунту «чорних полковників» у Греції і «Визнання» про «справу Сланського» в Чехословаччині. Президент Французької сінематеки (з 2007).

## Біографія
Народився в селі Лутра-Іраес в Аркадії. Не існує фактів, які б вказували на походження від візантійського аристократичного роду Гаврас, зокрема від Теодора Гавраса, захисника Трапезунда від османів, але це прізвище найчастіше зустрічається серед греків Понта. Під час окупації Греції родина Гаврасів перебралася до Пелопоннесу, а після війни в Афіни. Під час війни батько Гаврас був членом лівого крила Національно-визвольного фронту Греції, а після війни він був заарештований за підозрою в симпатіях до комунізму. Сім'я Гаврасів була змушена залишити Грецію.
Костас Гаврас закінчив середню школу вже у Франції і в 1951 році почав вивчати право в Сорбонні, але в 1956 році покинув університет і почав цікавитись кінематографом. Вищу кінематографічну освіту здобув в інституті IDHEC (фр. Institut des hautes études cinématographiques, зараз — La Fémis) в Парижі. Працював асистентом режисерів Рене Клера, Анрі Вернея, Жака Демі, Рене Клемана.

## Творчість
У 1965 році Костас Гаврас дебютував як режисер з екранізацією детектива Себастьяна Жапрізо «Вбивці в спальних вагонах» в головній ролі з Івом Монтаном. Напружена детективно-кримінальна інтрига присутня в більшості інших фільмів Костаса Гавраса, заснованих на документальних матеріалах і політично заангажованих.
Режисеру важливий не стільки політичний аспект подій, скільки гуманітарний пафос, цікава людина, що стикається з проявами тоталітарної влади, як би вона не називалася — режим «чорних полковників», гітлерівський фашизм, сталінський соціалізм, латиноамериканська військова хунта. Гаврас показує, як історія, політика, суспільство, інститути влади, партії впливають на долю приватної людини. Бувши громадянином світу і знімаючи кіно в різних країнах, Коста-Гаврас отримав визнання як космополітичний в найкращому сенсі слова, істинно гуманістичний художник, якого хвилює глобальна боротьба добра зі злом, а не одні лише політичні пристрасті.
2009 року Костас Гаврас на замовлення Міністерства культури Греції створив короткометражну відеореконструкцію історії афінського Парфенона.

## Фільмографія
- 1958 — / Les Rates
- 1963 — Затока ангелів / La Baie des anges
- 1965 — Вбивця у спальному вагоні / Compartiment tueurs
- 1967 — Одна людина зайва / Un homme de trop
- 1969 — Дзета
- 1970 — Сповідь[fr]
- 1973 — Стан облоги[fr]
- 1975 — Спеціальний відділ[fr]
- 1979 — Світло жінки
- 1982 — Зниклий безвісти / Missing
- 1983 — Ханна К. / Hanna K.[en]
- 1986 — Сімейна рада[fr]
- 1988 — Зрада[en]
- 1989 — Музична скринька[fr]
- 1991 — Для Кім Сен-Мана (к/м) / Проти забуття
- 1991 — Проти забуття / Contre l’oubli
- 1992 — Маленький апокаліпсис / La Petite Apocalypse
- 1995 — Люм'єр і компанія
- 1995 — З приводу Ніцци, продовження (док.) / À propos de Nice, la suite[fr]
- 1997 — Божевільне місто
- 2001 — Амінь / Amen.
- 2005 — Гільйотина[fr]
- 2009 — На захід від раю[fr]

## Премії та нагороди
- «Дзета», 1969
  - Спеціальний приз журі Каннського кінофестивалю 1969
  - «Оскар» — «Найкращий іноземний фільм», «Оскар» — «Найкращий монтаж»
- «Спеціальний відділ» приз Каннського кінофестивалю 1976
- «Зниклий безвісти», 1982
  - «Золота пальмова гілка» (Головний приз) Каннського кінофестивалю 1982 і приз за Найкращу чоловічу роль Джек Леммон
  - «Оскар» — «Найкращий оригінальний сценарій».
  - BAFTA — за найкращий сценарій.
- «Музична скринька», 1989
  - «Золотий ведмідь» (Головний приз) Берлінського кінофестивалю 1990.
- «Амінь», 2002
  - Премія «Сезар» 2003 — «Найкращий оригінальний сценарій»